# Dave Fabris
David „Dave“ Fabris (* 9. Mai 1967) ist ein amerikanischer Jazzmusiker (Gitarre, auch Banjo, Komposition).

## Wirken
Fabris studierte am New England Conservatory of Music bei Ran Blake.
Fabris spielte (auf dem Banjo) mit der traditionellen Jazzband Mudsole bei beiden Amtseinführungen von Präsident Bill Clinton und gehörte zu der experimentellen Big Band Pittsburgh Collective und ist im Punk/Kabarett-Trio IMPetus tätig. 2003 war er Gründungsmitglied der David Sanford Big Band, mit der die Alben Live at the Knitting Factory (2007) und Prayer for Lester Bowie (2021) entstanden. 
Gemeinsam mit Ran Blake ging Fabris mehrfach auf Tournee und veröffentlichte die HatHut-Alben Something to Live For (1999) und Horace Is Blue: A Silver Noir (2000) sowie Vilnius Noir (NoBusiness, 2011), Indian Winter (Soul Note, 2005), Ghost Tones (A-Side, 2015) und Live Amsterdam 2006 (2024). Unter eigenem Namen legte er das Album Lettuce Prey (Great Winds/Musea 2015) vor. 
Fabris ist zudem Gründer der Fabulous School of Music in Beverly und wirkte als Lehrbeauftragter am St. Thomas Aquinas und Passaic County Community College.